# Кусковский завод консистентных смазок
Кусковский завод консистентных смазок (КуЗаКС) создан в 1936 году специально для обеспечения подвижного состава МПС специализированными железнодорожными смазочными материалами. С 2003 года согласно Постановлению Правительства РФ от 18.09.2003 № 585 "О создании открытого акционерного общества «Российские железные дороги» завод является филиалом ОАО «РЖД». Завод разрабатывал, производил и реализовал смазочные материалы, специальные составы и пасты для обеспечения железных дорог и предприятий, обслуживающих и ремонтирующих железнодорожную технику на территории России и стран СНГ. С 2014 года ОАО «РЖД» в качестве смазочных материалов начало использовать смазки, выпущенные волгоградским предприятием «ИНТЕСМО» («Инновационные Технологии Смазок»), — взамен прежних, которые производил Кусковский завод консистентных смазок.. В настоящее время территория завода является потенциальной площадкой под жилую застройку, производство завода перенесено в Волгоград. Завод расположен в г. Москве в Восточном административном округе.

## Описание деятельности
- Смазки на основе нефти для приводов, зубчатых передач:
  - Автообледенительная;
  - Графитовая (применяется для консервации винтовых соединений, винтовых соединений которые сильно нагреваются);
  - Смазка для контакта «колесо-рельс»
- Масла минеральные импрегнирующие;
- Смазки консистентные;
- Жиры минеральные смазочные;
- Натирочные пасты;
- Пасты;
- Составы прожировочные (применяются для пропитки кожаных манжет воздухораспределителей).